# 帕諾拉 (薩姆特縣)
帕諾拉（英語：Panola）是一個位於美國阿拉巴馬州薩姆特縣的非建制地區和人口普查指定地區。根據2010年美國人口普查，該地人口為144人，而該地的面積約為1.860平方千米。

## 地理
帕諾拉的座標為32°57′02″N 88°16′08″W / 32.95056°N 88.26889°W，而該地最高點為海拔高度55米（即180英尺）。